# توماش غورسكي
توماش غورسكي هو سياسي بولندي، ولد في 15 أغسطس 1973 في بوزنان في بولندا. نشط حزبياً في حزب العدالة والقانون البولندي. وقد انتخب عضو سيم ‏.